# Bernt Nyberg

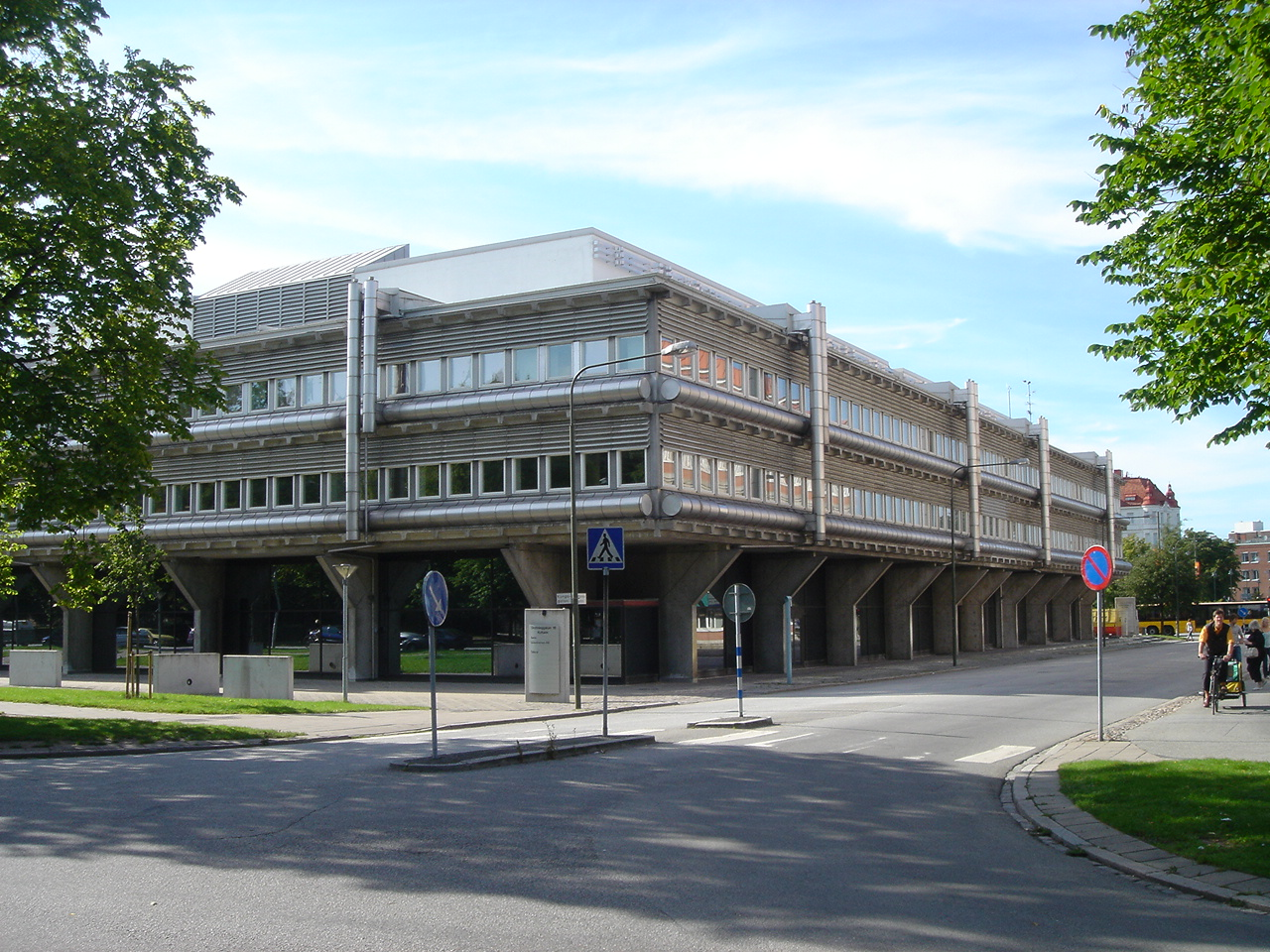
Landsstatshuset i Malmö

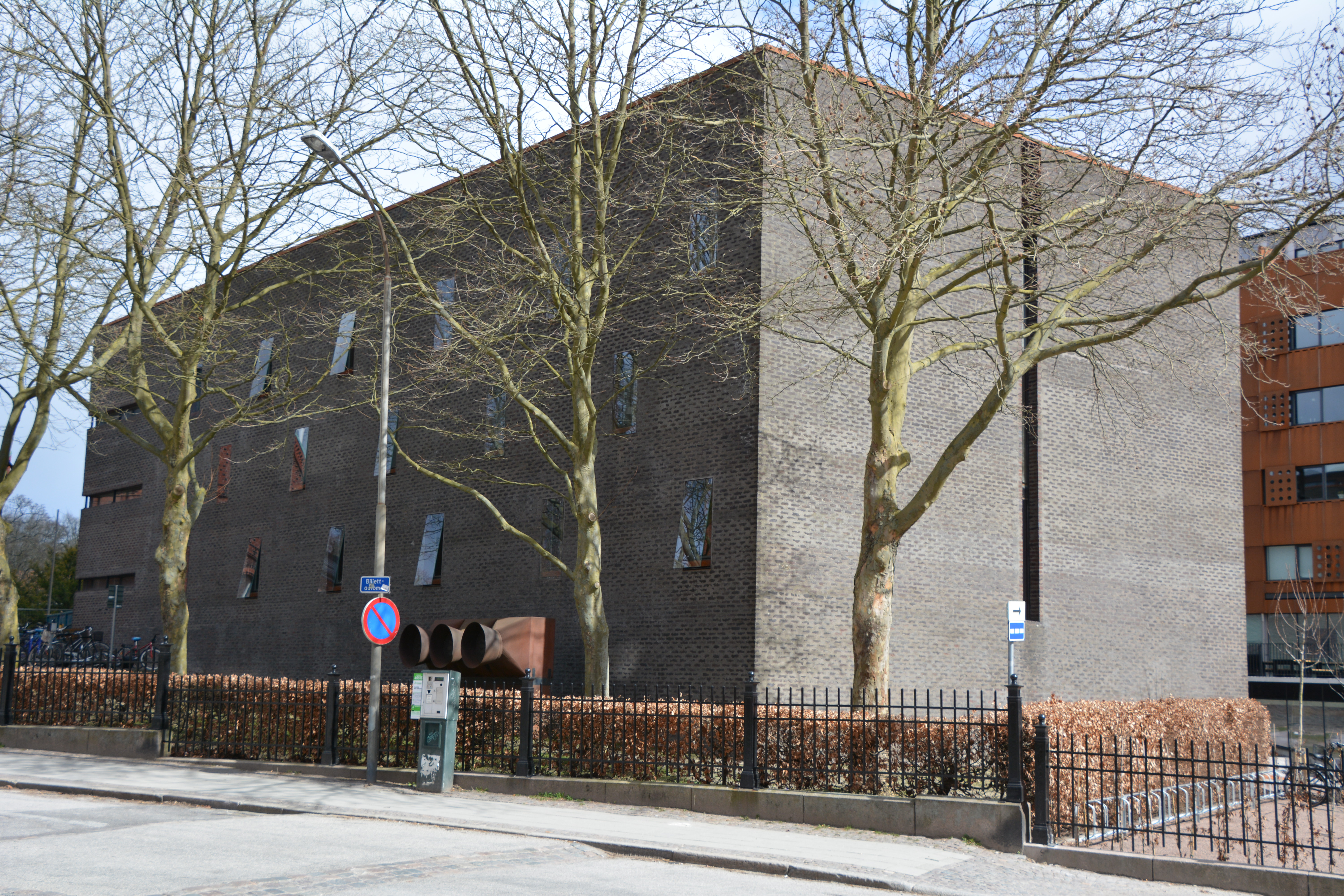
Landsarkivets annex, Lund

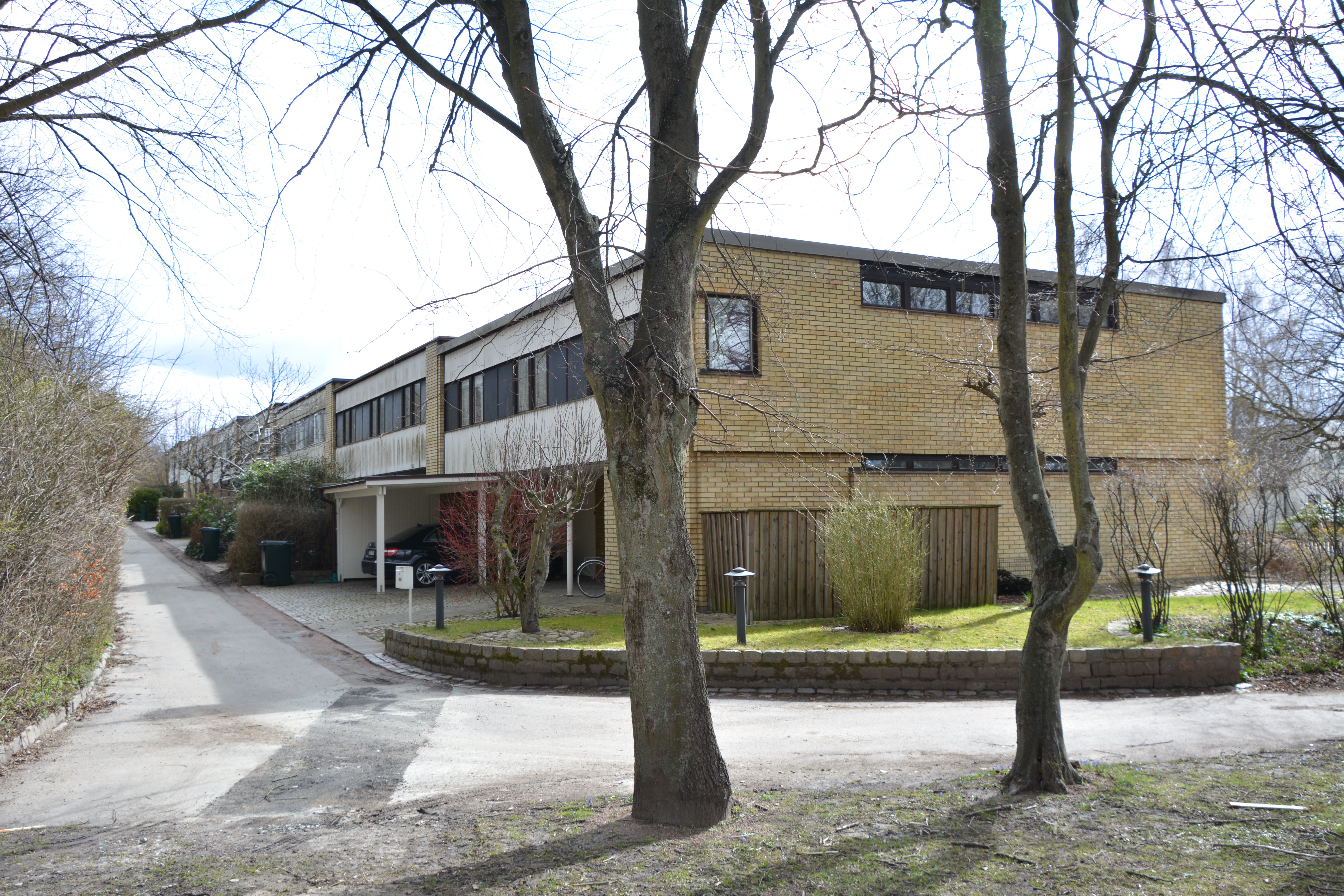
Radhus på Galjevången i Lund

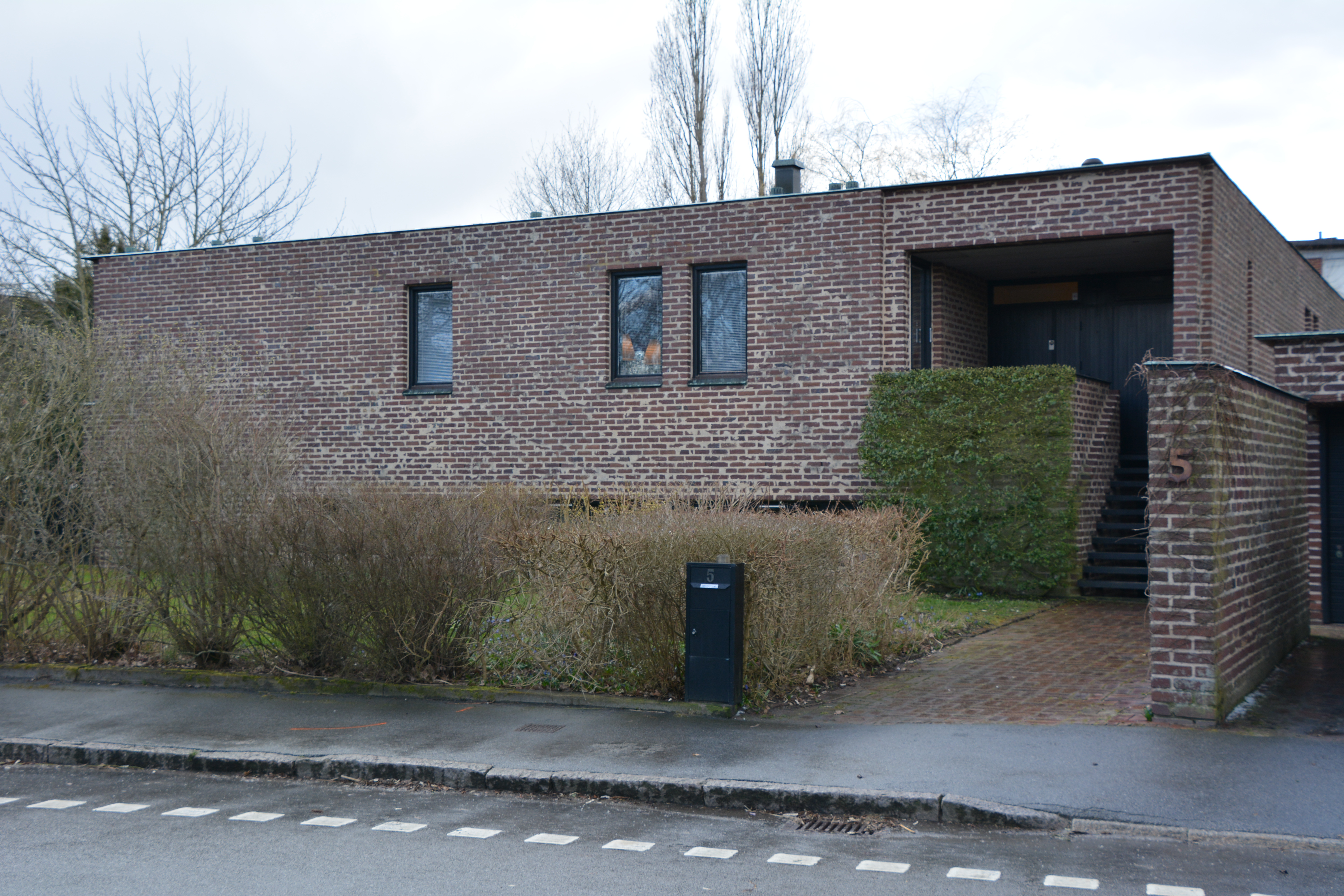
Villa Palm i Lund

Bernt Vilhelm Nyberg, född 19 mars 1927 i Ockelbo församling i Gästrikland, död 6 januari 1978 i Lunds domkyrkoförsamling, var en svensk arkitekt.

## Liv och verk
Bernt Nyberg tog studenten i Malmö 1942 och utexaminerades som arkitekt från Kungliga Tekniska högskolan i Stockholm 1952. Som lärare hade han modernistiska arkitekter som Eskil Sundahl, Uno Åhrén och Nils Ahrbom. Han anställdes 1952 på Klas Anshelms kontor i Lund, där han stannade i fem år. Under denna period, som han såg som mycket lärorik, fick han lära sig Anshelms strävan mot enkelhet och geometrisk förenkling. En viktig förebild för Nyberg var Le Corbusier. Efter att han hade vunnit en tävling 1957 tillsammans med Karl Koistinen kunde de två sluta hos Anshelm och starta ett eget kontor, ett samarbete som varade fram till 1964. 
Bernt Nyberg har, tillsammans med Sigurd Lewerentz, Klas Anshelm och Bengt Edman, varit inspiratör för byggande med tegel i nybrutalistisk stil.
Bernt Nyberg är begravd på Klockarebackens kyrkogård i Höör.

## Byggnader i urval
- Drive in bank, Skånska banken, Höllviken, 1960 (riven)
- Sommarhus Langs Kysten , Haverdal, 1961
- Radhus, Fakirens väg, Galjevången, Lund, 1961 (tillsammans med Karl Koistinen)
- Ekonomibyggnader, nya begravningsplatsen , Gävle, 1964
- Villa Palm, Hills väg, Galjevången, Lund, 1964
- Institutionen för anatomi och histologi, Lund, 1966
- Annex till Landsarkivet i Lund, Arkivgatan, Lund, 1971 (ombyggt till studentbostadshus för Lunds nation, 2013-14)
- Klockarebackens kapell, Höör, 1972
- Villa Leander, Pedellgatan, Lund, 1973
- Landsstatshuset, kvarteret Karin, Drottninggatan, Malmö, 1965-74

## Bildgalleri

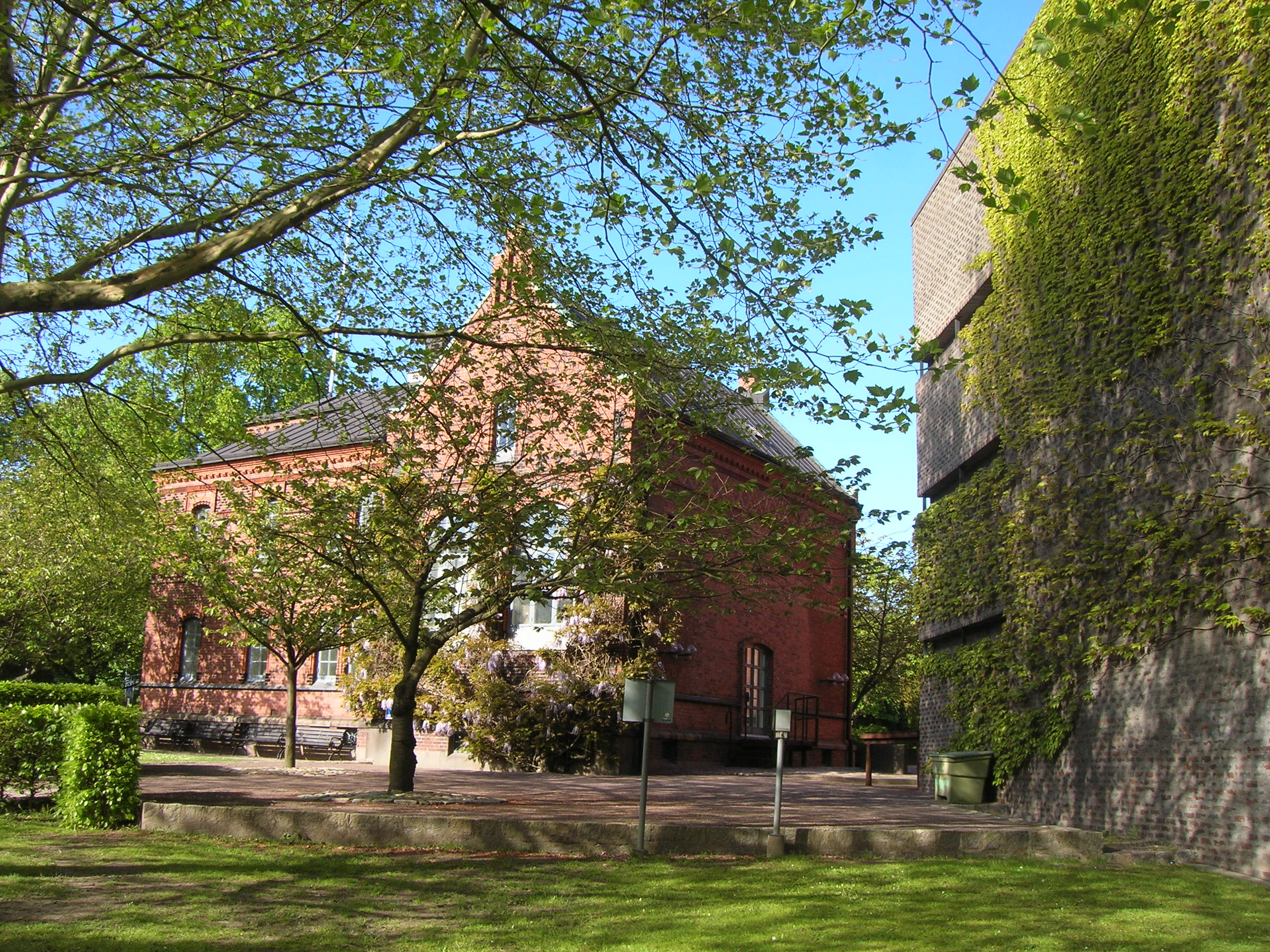
Gamla Landsarkivet i Lund. Annexet till höger i ursprungligt skick
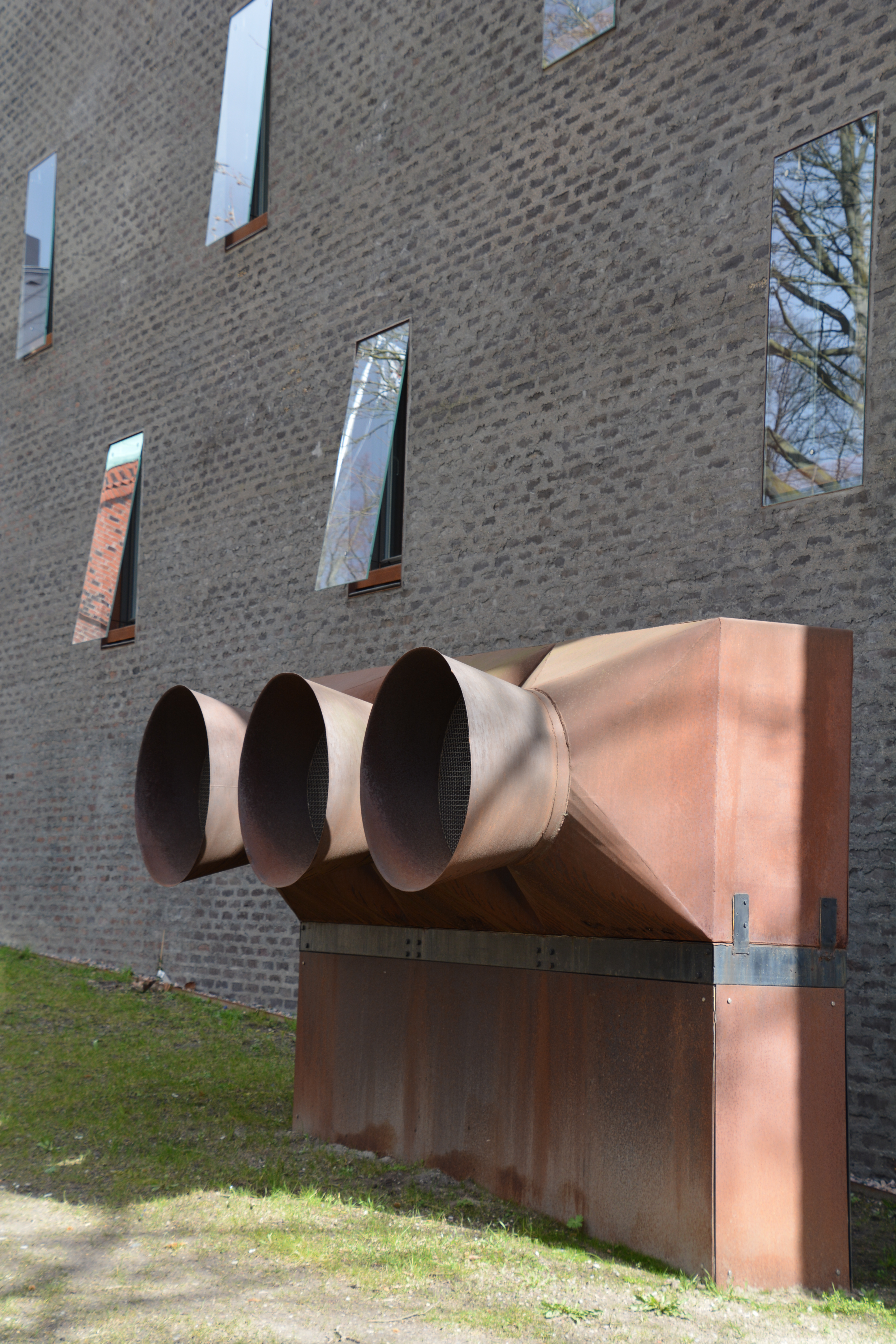
Ventilationskåpor, Landsarkivets annex i Lund
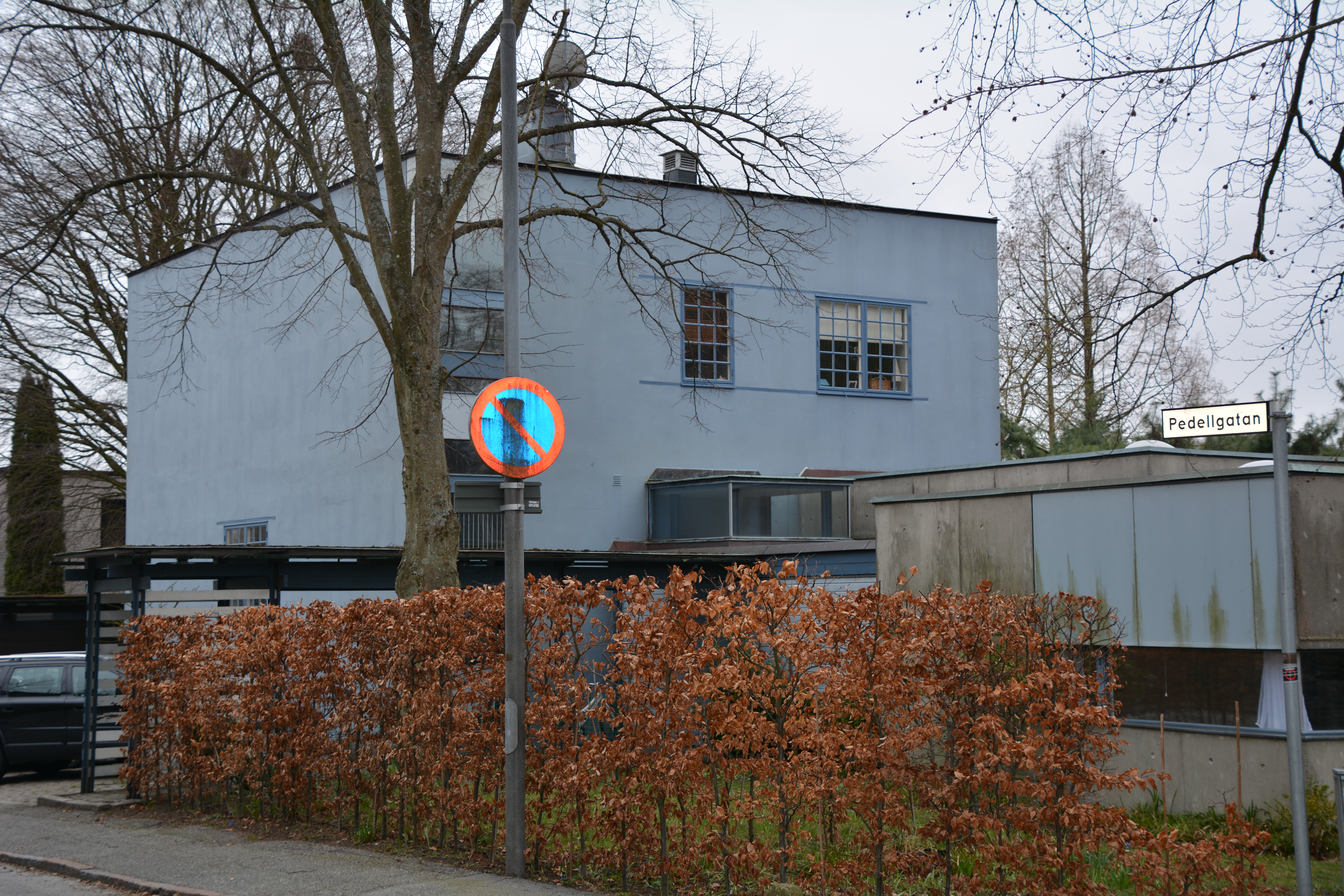
Villa Leander i Lund

### Fotnoter
1. ↑  Sveriges Dödbok 1901–2009, DVD-ROM, Version 5.00, Sveriges Släktforskarförbund (2010).
2. ↑  Lundberg 2003
3. ↑  ”Nyberg, Bernt Vilhelm”. SvenskaGravar.se. https://www.svenskagravar.se/gravsatt/134880840. Läst 5 februari 2023.